# Вашингтон (Небраска)
Вашингтон (англ. Washington) — селище (англ. village) в США, в окрузі Вашингтон штату Небраска. Населення — 129 осіб (2020).

## Географія
Вашингтон розташований за координатами 41°23′51″ пн. ш. 96°12′27″ зх. д. / 41.39750° пн. ш. 96.20750° зх. д. (41.397626, -96.207454).  За даними Бюро перепису населення США в 2010 році селище мало площу 0,53 км², уся площа — суходіл.

## Демографія
Згідно з переписом 2010 року, у селищі мешкало 150 осіб у 55 домогосподарствах у складі 42 родин. Густота населення становила 283 особи/км².  Було 55 помешкань (104/км²).
Расовий склад населення:
| - 98,0 % — білих - 1,3 % — чорних або афроамериканців - 0,7 % — корінних американців |

До двох чи більше рас належало 0,0 %. Частка іспаномовних становила 0,0 % від усіх жителів.
За віковим діапазоном населення розподілялося таким чином: 24,0 % — особи молодші 18 років, 62,0 % — особи у віці 18—64 років, 14,0 % — особи у віці 65 років та старші. Медіана віку мешканця становила 43,0 року. На 100 осіб жіночої статі у селищі припадало 100,0 чоловіків;  на 100 жінок у віці від 18 років та старших — 103,6 чоловіків також старших 18 років.
Середній дохід на одне домашнє господарство  становив 87 478 доларів США (медіана — 98 125), а середній дохід на одну сім'ю — 99 513 долари (медіана — 106 071). 
Цивільне працевлаштоване населення становило 59 осіб. Основні галузі зайнятості: науковці, спеціалісти, менеджери — 27,1 %, мистецтво, розваги та відпочинок — 20,3 %, освіта, охорона здоров'я та соціальна допомога — 15,3 %, будівництво — 11,9 %.